# Hanno Behrens
Hanno Behrens (* 26. März 1990 in Elmshorn) ist ein deutscher Fußballspieler.

## Karriere
Behrens begann beim FC Elmshorn, dem in seinem Geburtsort ansässigen Verein, mit dem Fußballspielen und wechselte 2005 in die Jugendabteilung des Hamburger SV. Dort rückte er 2007 von der U-17- in die U-19-Nachwuchsmannschaft und 2008 in die zweite Mannschaft auf. Zur Saison 2009/10 wurde er in den Profikader des HSV berufen, in dem er bis zur Saison 2011/12 blieb, jedoch nie eingesetzt wurde. Stattdessen absolvierte er insgesamt 80 Spiele in der Regionalliga Nord und erzielte acht Tore.
Zur Saison 2012/13 wechselte Behrens zum Drittligisten SV Darmstadt 98, für den er am 8. August 2012 (4. Spieltag) – in der 56. Minute für Elton da Costa eingewechselt – sein erstes Drittligaspiel bestritt und dabei den Treffer zum 1:3-Endstand beim Chemnitzer FC erzielte. Mit dem SV Darmstadt schaffte er in der Saison  2013/14 den Aufstieg in die 2. Bundesliga, wo in der darauffolgenden Saison der Aufstieg in die Bundesliga gelang.
Zur Saison 2015/16 wechselte Behrens zum 1. FC Nürnberg, bei dem er zur Saison 2017/18 zum neuen Kapitän ernannt wurde und seinen ursprünglich bis 30. Juni 2018 laufenden Vertrag auf unbekannte Zeit verlängerte. Seine Entscheidung begründete er mit den Worten: „Ich fühle mich hier in Nürnberg rundum wohl. Die Stadt ist sehr lebenswert, der Verein mit seinen Fans etwas Besonderes. Und sportlich passt es derzeit auch sehr gut. Wir haben eine Mannschaft, in der es Spaß macht zu spielen und die mich zuversichtlich in die Zukunft blicken lässt. Aus all diesen Gründen war es für mich klar, dass ich hier beim Club bleiben will“.
Mit Nürnberg stieg er am Ende der Saison 2017/18 in die Erste Bundesliga auf. Dort erzielte er beim 3:0-Heimsieg gegen Fortuna Düsseldorf am 29. September 2018 (6. Spieltag) per Elfmeter seinen ersten Treffer in der Bundesliga. Es kam aber zum sofortigen Wiederabstieg als Tabellenletzter. Ein Jahr später wurde gar der Abstieg in die dritte Liga erst in den Relegationsspielen verhindert.
Vor der Saison 2020/21 wurde Enrico Valentini zum neuen Kapitän gewählt, Behrens blieb aber im Mannschaftsrat. Am 19. Spieltag kam Behrens zu seinem 146. Zweitligaeinsatz für Nürnberg und stellte damit den Rekord von Norbert Eder ein. Eine Woche später, am 2. Februar 2021, stieg Behrens zum alleinigen Rekordhalter auf. Nur einen Monat später wurde bekannt gegeben, dass Behrens seinen zum Saisonende auslaufenden Vertrag nicht verlängern wird.
Im Sommer 2021 wechselte der 31-jährige Hanno Behrens ablösefrei zum Zweitligaaufsteiger Hansa Rostock, wo er einen Einjahresvertrag plus Option unterschrieb. Unter Hansa-Trainer Jens Härtel gab er am 24. Juli 2021, dem 1. Spieltag der Saison 2021/22, im heimischen Ostseestadion gegen den Karlsruher SC sein Startelfdebüt und musste zu Saisonbeginn eine 1:3-Niederlage hinnehmen. Bereits einen Spieltag später konnte er gegen Hannover 96 (3:0) mit seinem zwischenzeitlichen 1:0 seinen ersten Torerfolg für die Nordostdeutschen verbuchen. Am 7. Spieltag unterlag Rostock mit 0:1 in Nürnberg; nach der Partie wurde Behrens von den Anhängern seines ehemaligen Vereins mit Sprechchören nachträglich verabschiedet. Im DFB-Pokal 2021/22 erreichte Rostock nach Siegen über die Ligakonkurrenten 1. FC Heidenheim und SSV Jahn Regensburg das Achtelfinale gegen den Bundesligisten RB Leipzig. Dort stand Behrens nicht im Kader und die Mannschaft verlor mit 0:2. Während der Rückrunde der Saison stand Behrens beim prestigeträchtigen Auswärtsspiel gegen Dynamo Dresden (4:1) ebenso auf dem Platz, wie im Nordderby gegen den Tabellenführer FC St. Pauli (1:0). Durch den am 32. Spieltag gegen den SC Paderborn (0:0) errungenen Klassenerhalt, verlängerte sich der Kontrakt Behrens’ in Rostock um ein weiteres Jahr.
Dennoch wechselte er im Juli 2022 von Rostock, wo er insgesamt 29 Pflichtspiele bestritt in denen ihm fünf Tore gelangen, nach Indonesien zum von Thomas Doll trainierten Erstligisten Persija Jakarta. Dort kam er bis Mitte Februar 2023 zu 18 Ligaeinsätzen, in denen ihm 5 Tore gelangen. Anschließend kehrte er nach Deutschland zurück, da die klimatischen Bedingungen und Magen-Darm-Probleme zu einer Gewichtsabnahme von rund 7 Kilogramm geführt hätten.
Zur Saison 2023/24 schloss sich Behrens dem Drittligisten VfB Lübeck an. Er unterschrieb beim Aufsteiger einen Vertrag bis zum 30. Juni 2025. Neben einem wiederaufgenommenen Fitnesstraining holte er sich Hilfe im mentalen Bereich. Behrens blieb letztendlich ohne Pflichtspieleinsatz für den VfB, der am Saisonende wieder in die Regionalliga Nord abstieg. Da sein Vertrag nur für die 3. Liga galt, verließ er den Verein.

## Erfolge
- Aufstieg in die Bundesliga: 2015, 2018
- Hessenpokalsieger: 2013